# Llano Blanco, Querétaro Arteaga
Llano Blanco är en ort i Mexiko.   Den ligger i kommunen Cadereyta de Montes och delstaten Querétaro Arteaga, i den centrala delen av landet, 160 km nordväst om huvudstaden Mexico City. Llano Blanco ligger 2 037 meter över havet och antalet invånare är 182.
Terrängen runt Llano Blanco är huvudsakligen kuperad, men den allra närmaste omgivningen är platt. Runt Llano Blanco är det ganska glesbefolkat, med 38 invånare per kvadratkilometer. Närmaste större samhälle är Cadereyta de Montes, 1,4 km sydväst om Llano Blanco. Trakten runt Llano Blanco består i huvudsak av gräsmarker.